# Tercera B de Chile 2011
El Torneo Oficial de la Tercera División B "Copa Diario La Cuarta" corresponde al campeonato disputado en la Serie D del fútbol chileno, durante 2011. Participan 16 equipos, con jugadores nacionales menores de 23 años, razón por la cual el torneo, en todas sus ediciones, es conocido como Torneo Nacional Tercera B Sub-23.
Esta versión 2011 incluye el regreso de los equipos de Defensor Casablanca e Independiente de Cauquenes, ambos históricos fundadores de la Tercera División en 1981, los debutantes en Tercera División B de Deportes Linares descendido de la Tercera A 2010 y del Club Deportivo Purranque, propiedad del futbolista Héctor Mancilla que junto a los trece equipos de la temporada 2010 completan un número de 17 instituciones.
Además decidieron no participar durante el 2011 los equipos de Academia Samuel Reyes y Municipal Hijuelas
El torneo comenzó el día 16 de abril y finalizó el día 29 de octubre
El campeón de esta edición fue Linares Unido y el subcampeón fue Deportes Valdivia, quienes ascendieron a la Tercera A para la próxima temporada 2012, mientras que Juventud Puente Alto e Independiente de Cauquenes, debieron volver a su Asociación de origen.

## Postulantes
En esta tabla se muestra a los 6 equipos postulantes a la 24.a edición de la Tercera División B de Chile.
| Equipos             | Comuna          | Región        |
| ------------------- | --------------- | ------------- |
| Unión Coquimbo      | Coquimbo        | Coquimbo      |
| Defensor Casablanca | Casablanca      | Valparaíso    |
| Luis Matte Larraín  | Puente Alto     | Metropolitana |
| Municipal           | Calera de Tango | Metropolitana |
| Independiente       | Cauquenes       | Maule         |
| Deportivo Purranque | Purranque       | Los Lagos     |

     Postulación Aceptada
     Postulación Rechazada

## Equipos participantes
| Equipo                 | Entrenador       | Entrenador              | Comuna                     | Estadio                                 | Capacidad |
| ---------------------- | ---------------- | ----------------------- | -------------------------- | --------------------------------------- | --------- |
| Academia Quilpué       | Bandera de Chile | Rolando Santelices      | Quilpué                    | Municipal Villa Olímpica                | 2.694     |
| Cerro Navia            | Bandera de Chile | Sergio Ramos            | Cerro Navia                | Municipal de Cerro Navia                | 500       |
| Defensor Casablanca    | Bandera de Chile | Rodrigo Bendeck         | Casablanca                 | Municipal de Casablanca                 | 1.672     |
| Enfoque                | Bandera de Chile | Héctor Irarrázabal      | Rancagua                   | Municipal Patricio Mekis                | 2.000     |
| Ferroviarios           | Bandera de Chile | Claudio Quintiliani     | Estación Central           | San Eugenio                             | 1.220     |
| General Velásquez      | Bandera de Chile | Bernardo Pavez          | San Vicente de Tagua Tagua | Municipal de San Vicente de Tagua Tagua | 2.504     |
| Independiente          | Bandera de Chile | Germán Rodríguez        | Cauquenes                  | Fiscal Manuel Moya                      | 3.000     |
| Juventud Puente Alto   | Bandera de Chile | Pedro Morales           | Puente Alto                | Municipal de Puente Alto                | 1.900     |
| Lautaro de Buín        | Bandera de Chile | Juan Machuca            | Buin                       | Lautaro                                 | 1.100     |
| Deportes Linares       | Bandera de Chile | Jaime Nova              | Linares                    | Municipal de Linares                    | 7.000     |
| Luis Matte Larraín     | Bandera de Chile | Carlos Ramos            | Puente Alto                | Municipal de Puente Alto                | 1.900     |
| Peñalolén              | Bandera de Chile | Juan Rodríguez          | Peñalolén                  | Municipal de Peñalolén                  | 3.500     |
| Deportivo Purranque    | Bandera de Chile | Edgardo Garcés          | Purranque                  | Centenario                              | 1.800     |
| Sportverein Jugendland | Bandera de Chile | Alfredo León Bonvallett | Peñaflor                   | Atlético Bilbao                         | 1.500     |
| Deportes Rengo         | Bandera de Chile | Jhon Greig              | Rengo                      | Guillermo Guzmán Díaz                   | 2.000     |
| Santa Cruz             | Bandera de Chile | Francisco Bozán         | Santa Cruz                 | Joaquín Muñoz García                    | 5.000     |
| Deportes Valdivia      | Bandera de Chile | René Milanca            | Valdivia                   | Felix Gallardo                          | 3.000     |

## Equipos porregión
| Región        | N.º | Equipos |
| ------------- | --- | --- |
| Metropolitana | 7   | Cerro Navia, Ferroviarios, Juventud Puente Alto, Lautaro, Luis Matte Larraín, Peñalolén y Sportverein Jugendland |
| O'Higgins     | 4   | Enfoque, General Velásquez, Deportes Rengo y Deportes Santa Cruz                                                 |
| Valparaíso    | 2   | Academia Quilpué y Defensor Casablanca                                                                           |
| Maule         | 2   | Independiente y Linares Unido                                                                                    |
| Los Ríos      | 1   | Deportes Valdivia                                                                                                |
| Los Lagos     | 1   | Deportivo Purranque                                                                                              |

## Primera fase
Fecha de actualización: 30 de julio

### Zona Central

#### Resultados
| Local \ Visita         | AQUI | CRN | DFC | FRR | JNG | JUPA | LAU | LMT | PEÑ |
| ---------------------- | ---- | --- | --- | --- | --- | ---- | --- | --- | --- |
| Academia Quilpué       |      | 5–2 | 2–0 | 1–1 | 2–1 | 2–1  | 1–4 | 0–0 | 0–2 |
| Deportes Cerro Navia   | 1–1  |     | 4–2 | 4–4 | 1–1 | 2–1  | 5–5 | 1–1 | 0–1 |
| Defensor Casablanca    | 1–2  | 2–3 |     | 1–1 | 1–2 | 4–1  | 5–2 | 1–1 | 2–1 |
| Ferroviarios           | 2–2  | 5–1 | 2–0 |     | 5–0 | 3–0  | 2–1 | 1–1 | 1–1 |
| Sportverein Jugendland | 1–0  | 3–0 | 1–2 | 3–1 |     | 4–1  | 1–0 | 1–1 | 2–0 |
| Juventud Puente Alto   | 0–0  | 4–1 | 2–5 | 2–3 | 1–2 |      | 1–2 | 4–5 | 2–3 |
| Lautaro de Buin        | 0–2  | 2–5 | 3–1 | 0–3 | 5–1 | 2–3  |     | 1–3 | 1–1 |
| Luis Matte Larraín     | 1–2  | 1–0 | 2–4 | 0–1 | 3–2 | 0–3  | 0–2 |     | 2–3 |
| Peñalolén              | 2–2  | 3–2 | 2–4 | 4–2 | 2–0 | 1–0  | 3–4 | 1–2 |     |

#### Tabla
|  |    | Clubes                 | Pts | PJ | G | E | P  | GF | GC | Dif |
|  | -- | ---------------------- | --- | -- | - | - | -- | -- | -- | --- |
|  | 1º | Ferroviarios           | 30  | 16 | 8 | 6 | 2  | 37 | 21 | +16 |
|  | 2º | Peñalolén              | 27  | 16 | 8 | 3 | 5  | 30 | 26 | +4  |
|  | 3º | Academia Quilpué       | 27  | 16 | 7 | 6 | 3  | 24 | 19 | +5  |
|  | 4º | Sportverein Jugendland | 26  | 16 | 8 | 2 | 6  | 25 | 25 | 0   |
|  | 5º | Defensor Casablanca    | 23  | 16 | 7 | 2 | 7  | 35 | 31 | +4  |
|  | 6º | Lautaro de Buin        | 20  | 16 | 6 | 2 | 8  | 34 | 37 | -3  |
|  | 7º | Luis Matte Larraín     | 20  | 16 | 5 | 5 | 6  | 23 | 27 | -4  |
|  | 8º | Deportes Cerro Navia   | 17  | 16 | 4 | 5 | 7  | 32 | 41 | -9  |
|  | 9º | Juventud Puente Alto   | 10  | 16 | 3 | 1 | 12 | 26 | 39 | -13 |

Pts = Puntos; PJ = Partidos Jugados; G = Partidos Ganados; E = Partidos Empatados; P = Partidos Perdidos; GF = Goles Anotados; GC = Goles Recibidos; Dif = Diferencia de gol

### Zona Sur

#### Resultados
| Local \ Visita      | DSC | DVA | ENF | GV  | IND | LIN | PRR | RNG |
| ------------------- | --- | --- | --- | --- | --- | --- | --- | --- |
| Deportes Santa Cruz |     | 2–0 | 1–1 | 0–0 | 1–0 | 1–3 | 3–1 | 2–2 |
| Deportes Valdivia   | 2–1 |     | 2–1 | 6–0 | 3–1 | 1–1 | 1–1 | 3–0 |
| Enfoque             | 3–2 | 3–3 |     | 1–2 | 2–1 | 0–5 | 3–0 | 3–1 |
| General Velásquez   | 1–0 | 1–2 | 1–2 |     | 1–1 | 1–1 | 2–1 | 2–3 |
| Independiente       | 1–2 | 1–4 | 1–1 | 3–2 |     | 1–0 | 1–2 | 2–1 |
| Linares Unido       | 3–0 | 1–1 | 3–0 | 3–1 | 1–0 |     | 1–1 | 5–1 |
| Deportivo Purranque | 3–1 | 1–3 | 1–1 | 4–4 | 2–0 | 1–3 |     | 2–2 |
| Deportes Rengo      | 1–2 | 2–1 | 2–1 | 4–2 | 1–1 | 1–0 | 0–0 |     |

#### Tabla
|  |    | Clubes              | Pts | PJ | G | E | P | GF | GC | Dif |
|  | -- | ------------------- | --- | -- | - | - | - | -- | -- | --- |
|  | 1º | Deportes Linares    | 28  | 14 | 8 | 4 | 2 | 30 | 10 | +20 |
|  | 2º | Deportes Valdivia   | 28  | 14 | 8 | 4 | 2 | 32 | 16 | +16 |
|  | 3º | Enfoque             | 19  | 14 | 5 | 4 | 5 | 22 | 25 | -3  |
|  | 4º | Deportes Rengo      | 19  | 14 | 5 | 4 | 5 | 21 | 26 | -5  |
|  | 5º | Deportes Santa Cruz | 18  | 14 | 5 | 3 | 6 | 18 | 21 | -3  |
|  | 6º | Deportivo Purranque | 15  | 14 | 3 | 6 | 5 | 20 | 25 | -5  |
|  | 7º | General Velásquez   | 13  | 14 | 3 | 4 | 7 | 20 | 31 | -11 |
|  | 8º | Independiente       | 12  | 14 | 3 | 3 | 8 | 14 | 23 | -9  |

Pts = Puntos; PJ = Partidos Jugados; G = Partidos Ganados; E = Partidos Empatados; P = Partidos Perdidos; GF = Goles Anotados; GC = Goles Recibidos; Dif = Diferencia de gol
|  | Cupos Para la Segunda Fase    |
|  | Disputa Liguilla del Descenso |

## Segunda Fase (Fase Zonal para Fase Final)
Fecha de actualización: 10 de septiembre

### Zona Central

#### Resultados
| Local \ Visita         | FRR | PEÑ | AQUI | JNG |
| ---------------------- | --- | --- | ---- | --- |
| Ferroviarios           |     | 3–1 | 2–1  | 0–0 |
| Peñalolén              | 1–3 |     | 2–0  | 1–2 |
| Academia Quilpué       | 0–2 | 0–1 |      | 2–2 |
| Sportverein Jugendland | 0–0 | 1–0 | 2–1  |     |

#### Tabla
|  |    | Clubes                 | Pts | PJ | G | E | P | GF | GC | Dif |
|  | -- | ---------------------- | --- | -- | - | - | - | -- | -- | --- |
|  | 1º | Ferroviarios           | 17  | 6  | 4 | 2 | 0 | 10 | 3  | +7  |
|  | 2º | Sportverein Jugendland | 12  | 6  | 3 | 3 | 0 | 7  | 4  | +3  |
|  | 3º | Peñalolén              | 8   | 6  | 2 | 0 | 4 | 6  | 9  | -3  |
|  | 4º | Academia Quilpué       | 2   | 6  | 0 | 1 | 5 | 4  | 11 | -7  |

### Zona Sur

#### Resultados
| Local \ Visita    | LIN | DVA | ENF | RNG |
| ----------------- | --- | --- | --- | --- |
| Deportes Linares  |     | 2–2 | 1–4 | 2–0 |
| Deportes Valdivia | 0–2 |     | 3–1 | 4–0 |
| Enfoque           | 2–2 | 2–0 |     | 3–0 |
| Deportes Rengo    | 0–2 | 0–1 | 1–0 |     |

#### Tabla
|  |    | Clubes            | Pts | PJ | G | E | P | GF | GC | Dif |
|  | -- | ----------------- | --- | -- | - | - | - | -- | -- | --- |
|  | 1º | Deportes Linares  | 14  | 6  | 3 | 2 | 1 | 10 | 8  | +2  |
|  | 2º | Deportes Valdivia | 12  | 6  | 3 | 1 | 2 | 10 | 7  | +3  |
|  | 3º | Enfoque           | 11  | 6  | 3 | 1 | 2 | 8  | 6  | +6  |
|  | 4º | Deportes Rengo    | 3   | 6  | 1 | 0 | 5 | 1  | 12 | -11 |

Pts = Puntos; PJ = Partidos Jugados; G = Partidos Ganados; E = Partidos Empatados; P = Partidos Perdidos; GF = Goles Anotados; GC = Goles Recibidos; Dif = Diferencia de gol
|  | Clasifica a la Fase Final            |
|  | Se mantiene en la Tercera División B |

- Nota 1: Ferroviarios y Deportes Linares Serán bonificados con 3 puntos.
- Nota 2: Peñalolén y Deportes Valdivia Serán bonificados con 2 puntos.
- Nota 3: Academia Quilpué y Enfoque Serán bonificados con 1 punto.
- Nota 4: Sportverein Jugendland y Deportes Rengo No serán bonificados y arrancarán esta liguilla zonal, para la fase final del torneo sin puntos.

## Fase final
Para partidos, ver el Anexo
Fecha de actualización: 29 de octubre

### Resultados
| Local \ Visita         | DVA | FRR | LIN | JNG |
| ---------------------- | --- | --- | --- | --- |
| Deportes Valdivia      |     | 1–1 | 2–2 | 2–0 |
| Ferroviarios           | 3–2 |     | 0–3 | 4–2 |
| Deportes Linares       | 0–0 | 4–0 |     | 3–0 |
| Sportverein Jugendland | 0–3 | 1–0 | 1–4 |     |

### Tabla
|  |    | Clubes                 | Pts | PJ | G | E | P | GF | GC | Dif |
|  | -- | ---------------------- | --- | -- | - | - | - | -- | -- | --- |
|  | 1º | Deportes Linares       | 14  | 6  | 4 | 2 | 0 | 16 | 3  | +13 |
|  | 2º | Deportes Valdivia      | 9   | 6  | 2 | 3 | 1 | 10 | 6  | +4  |
|  | 3º | Ferroviarios           | 7   | 6  | 2 | 1 | 3 | 8  | 13 | -5  |
|  | 4º | Sportverein Jugendland | 3   | 6  | 1 | 0 | 4 | 4  | 16 | -12 |

Pts = Puntos; PJ = Partidos Jugados; G = Partidos Ganados; E = Partidos Empatados; P = Partidos Perdidos; GF = Goles Anotados; GC = Goles Recibidos; Dif = Diferencia de gol
|  | Campeón y Asciende Directamente a la Tercera A 2012    |
|  | Subcampeón y Asciende Directamente a la Tercera A 2012 |
|  | Se mantiene en la Tercera División B                   |

### Campeón
| Chile                                      |
| Deportes Linares Asciende a Tercera A 2012 |

Deportes Valdivia también asciende a Tercera A 2012 como Subcampeón.

## Liguilla del descenso
Fecha de actualización: 9 de octubre

### Zona Central

#### Resultados
| Local \ Visita       | DFC | CRN | JUPA | LAU | LMT |
| -------------------- | --- | --- | ---- | --- | --- |
| Defensor Casablanca  |     | 5–0 | 2–1  | 2–1 | 3–0 |
| Deportes Cerro Navia | 1–3 |     | 2–5  | 6–2 | 1–2 |
| Juventud Puente Alto | 2–1 | 0–1 |      | 1–4 | 0–1 |
| Lautaro de Buin      | 0–0 | 0–5 | 5–3  |     | 0–0 |
| Luis Matte Larraín   | 3–2 | 2–1 | 1–3  | 1–2 |     |

#### Tabla
|  |    | Clubes               | Pts | PJ | G | E | P | GF | GC | Dif |
|  | -- | -------------------- | --- | -- | - | - | - | -- | -- | --- |
|  | 1º | Defensor Casablanca  | 16  | 8  | 5 | 1 | 2 | 18 | 8  | +10 |
|  | 2º | Luis Matte Larraín   | 13  | 8  | 4 | 1 | 3 | 9  | 12 | -3  |
|  | 3º | Lautaro de Buin      | 11  | 8  | 3 | 2 | 3 | 14 | 18 | -4  |
|  | 4º | Deportes Cerro Navia | 9   | 8  | 3 | 0 | 5 | 16 | 18 | -2  |
|  | 5º | Juventud Puente Alto | 9   | 8  | 3 | 0 | 5 | 15 | 17 | -2  |

### Zona Sur

#### Resultados
| Local \ Visita      | DSC | PRR | GV  | IND |
| ------------------- | --- | --- | --- | --- |
| Deportes Santa Cruz |     | 2–1 | 4–2 | 1–0 |
| Deportivo Purranque | 2–1 |     | 3–1 | 1–0 |
| General Velásquez   | 1–0 | 0–0 |     | 1–4 |
| Independiente       | 0–1 | 2–1 | 0–1 |     |

#### Tabla
|  |    | Clubes              | Pts | PJ | G | E | P | GF | GC | Dif |
|  | -- | ------------------- | --- | -- | - | - | - | -- | -- | --- |
|  | 1º | Deportes Santa Cruz | 12  | 6  | 4 | 0 | 2 | 9  | 6  | +3  |
|  | 2º | Deportivo Purranque | 10  | 6  | 3 | 1 | 2 | 8  | 6  | +2  |
|  | 3º | General Velásquez   | 7   | 6  | 2 | 1 | 3 | 6  | 11 | -5  |
|  | 4º | Independiente       | 6   | 6  | 2 | 0 | 4 | 6  | 6  | 0   |

Pts = Puntos; PJ = Partidos Jugados; G = Partidos Ganados; E = Partidos Empatados; P = Partidos Perdidos; GF = Goles Anotados; GC = Goles Recibidos; Dif = Diferencia de gol
|  | Se mantiene en la Tercera División B |
|  | Desciende a su Asociación de origen  |

## Goleadores
- En cursiva aparecen los equipos que disputan la Fase Final del Torneo

Fecha de actualización: 3 de septiembre
| Jugador             | Equipo                     | Goles |
| ------------------- | -------------------------- | ----- |
| Diego Vallejos      | Deportes Linares           | 18    |
| Sebastián Mateluna  | Juventud Puente Alto       | 14    |
| Michael Barrientos  | Defensor Casablanca        | 12    |
| Franco Navarro      | Defensor Casablanca        | 10    |
| Cristóbal Chávez    | Luis Matte Larraín         | 10    |
| Camilo Romero       | Ferroviarios               | 9     |
| Ignacio Troncoso    | Sportverein Jugendland     | 9     |
| Francisco Dinamarca | Deportes Cerro Navia       | 9     |
| Kenneth Mella       | Peñalolén                  | 8     |
| Felipe Bustamante   | Deportes Valdivia          | 7     |
| Felipe Manosalva    | Deportes Valdivia          | 7     |
| Felipe Valencia     | Academia Quilpué           | 7     |
| Víctor Soto         | Deportivo Purranque        | 7     |
| Camilo Esparza      | Deportes Cerro Navia       | 6     |
| Camilo Arriagada    | Deportivo Purranque        | 6     |
| Francisco Muñoz     | Deportes Valdivia          | 6     |
| Nicolás Salazar     | Ferroviarios               | 6     |
| Moisés Bonilla      | Independiente de Cauquenes | 6     |
| Alan Roa            | General Velásquez          | 6     |
| Andy Grez           | Defensor Casablanca        | 5     |
| Jerome González     | Deportes Valdivia          | 5     |
| Bryan Schurter      | Deportes Rengo             | 5     |
| Cristián Rodríguez  | Deportes Santa Cruz        | 5     |
| Oscar Salas         | Deportes Santa Cruz        | 5     |
| Patricio Paredes    | Enfoque                    | 5     |
| Diego Parada        | Enfoque                    | 5     |
| Cristopher Prado    | Enfoque                    | 5     |
| Cristián Calderón   | Lautaro de Buín            | 5     |
| Dagoberto Concha    | Lautaro de Buín            | 5     |
| Cristián Arredondo  | Peñalolén                  | 5     |
| Leopoldo Osores     | Peñalolén                  | 5     |
| Dilman Sáez         | Peñalolén                  | 5     |